# Alone Again (Dokken)
Alone Again è una power ballad del gruppo musicale statunitense Dokken, estratta come terzo ed ultimo singolo dal loro secondo album Tooth and Nail nei primi mesi del 1985. Ha raggiunto la posizione numero 64 della Billboard Hot 100 e la numero 20 della Mainstream Rock Songs negli Stati Uniti, diventando il maggior successo della band.
La canzone è stata scritta dal cantante Don Dokken e dal bassista Jeff Pilson. Il testo descrive la depressione provata da un uomo dopo la fine di una relazione sentimentale.
Nel 2014 è stata indicata come la 23ª più grande power ballad di tutti i tempi da Yahoo! Music.

## Video musicale
Il videoclip del brano ricevette massiccia rotazione su MTV e spinse in modo importante le vendite dell'album. Il video è stato girato per gran parte in bianco e nero e alterna scene della band in concerto con altre in cui si vede Don Dokken da solo all'interno di una stanza.

## Tracce
7" Single A|B Elektra P-1996
1. Alone Again – 4:19
2. Tooth and Nail – 3:40

CD Maxi PR 8039-2
1. Alone Again (Live Edit) – 4:29
2. Alone Again (Live Extended Edit) – 5:22

## Classifiche
| Classifica (1985)             | Posizione massima |
| ----------------------------- | ----------------- |
| Stati Uniti                   | 64                |
| Stati Uniti (mainstream rock) | 20                |